# 拉尔斯·卡尔松
拉尔斯·卡尔松（瑞典語：Lars Karlsson，1960年6月28日—），瑞典男子冰球运动员，1976年开始职业生涯。他曾代表瑞典国家队参加1988年冬季奥林匹克运动会冰球比赛，获得一枚铜牌。